# (8498) Ufa
(8498) Ufa (1990 RM17) – planetoida z pasa głównego asteroid okrążająca Słońce w ciągu 5,19 lat w średniej odległości 3 au. Odkryta 15 września 1990 roku.